# Kamenec (Holice)

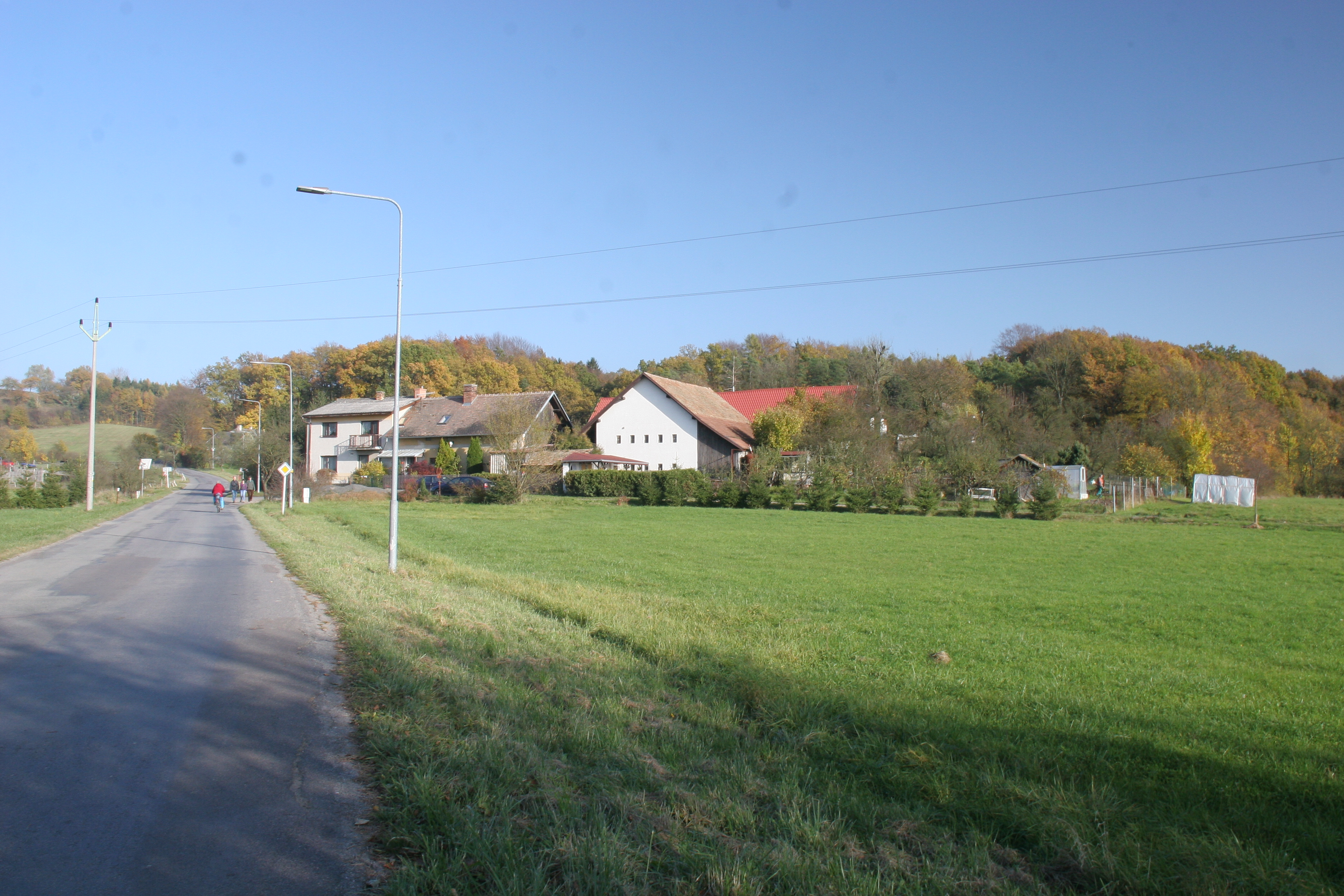
Ortsansicht

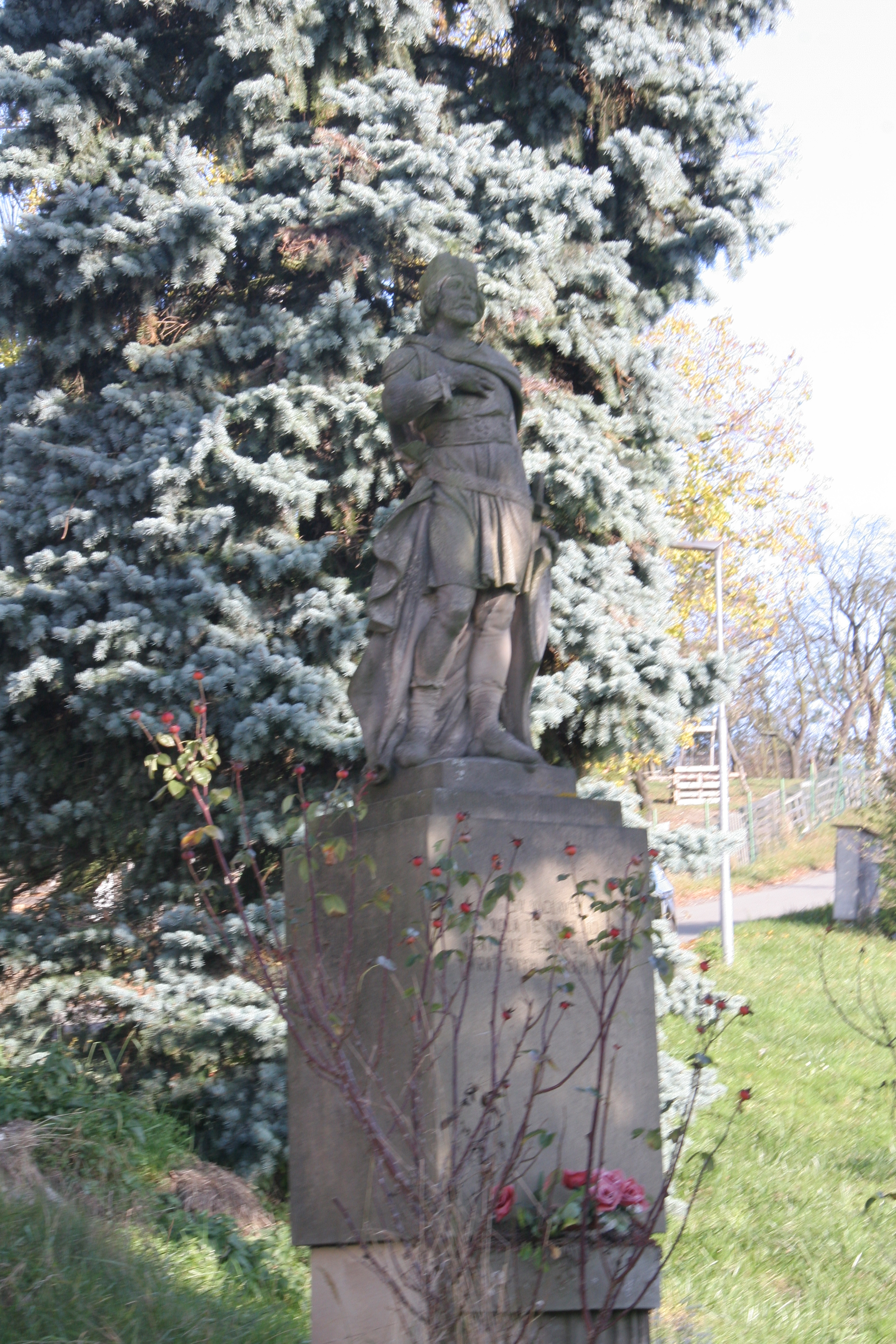
Statue des hl. Wenzel

Kamenec (deutsch Kamenetz) ist ein Ortsteil der Stadt Holice in Tschechien. Er liegt drei Kilometer nördlich von Holice und gehört zum Okres Pardubice.

## Geographie
Die Streusiedlung Kamenec befindet sich über dem Quellgrund des Baches Poběžovický potok auf der Třebechovická tabule (Hohenbrucker Tafel). Der Ort liegt am Südrand eines ausgedehnten Waldgebietes. Östlich erhebt sich der Kamenec (328 m n.m.). 
Nachbarorte sind Poběžovice u Holic im Norden, Odmezený, Sedadla und Žďár nad Orlicí im Nordosten, Koudelka im Osten, Veliny und Staré Holice im Südosten, Holice im Süden, Podhráz und Horní Ředice im Südwesten, Podlesí und Hluboký im Westen sowie Vysoké Chvojno im Nordwesten.

## Geschichte
Die Siedlung Kamenec wurde in der Mitte des 19. Jahrhunderts am Fuße des gleichnamigen Hügels angelegt. Die erste schriftliche Erwähnung des Ortes erfolgte im Jahre 1854 als Ortsteil der Stadt Holice im Gerichtsbezirk Holitz. Ab 1868 gehörte die Ansiedlung zum politischen Bezirk Pardubitz. 1869 hatte Kamenec 95 Einwohner und bestand aus 19 Häusern. Im Jahre 1900 lebten in Kamenec 111 Menschen, 1910 waren es 125.  1930 hatte die Ortschaft 110 Einwohner. Im Jahre 1949 wurde Kamenec dem Okres Holice zugeordnet, seit 1960 gehört der Ort wieder zum Okres Pardubice. Beim Zensus von 2001 lebten in den 24 Häusern von Kamenec 48 Personen. 

## Gemeindegliederung
Der Ortsteil Kamenec bildet zusammen mit Podlesí die Grundsiedlungseinheit Podlesí-Kamenec.
Kamenec ist Teil des Katastralbezirkes Holice v Čechách.

## Sehenswürdigkeiten
- Statue des hl. Wenzel